# Pre-Apocalyptic
Pre-Apocalyptic ist ein Jazzalbum von Michael Formanek. Die 2014 live entstandenen Aufnahmen erschienen am 7. August 2020 ausschließlich als Download auf dem Label Out of Our Heads Records.

## Hintergrund
In der ersten Hälfte der 2010er Jahre leitete der Bassist Michael Formanek ein Quartett mit dem Pianisten Craig Taborn, dem Schlagzeuger Gerald Cleaver und seinem langjährigen musikalischen Partner Tim Berne am Altsaxophon. Ihr erstes gemeinsames Album, Small Places, wurde 2012 bei ECM veröffentlicht. 2014 entstanden die gemeinsamen Liveaufnahmen, die über die Bandcamp-Serie OOYH Untamed als Download veröffentlicht wurden.
Die Veröffentlichung ist Teil einer durch den Lockdown im Kulturbetrieb in Folge der COVID-19-Pandemie in den Vereinigten Staaten  inspirierten Reihe von Out of Your Head, die sich Live- oder Heimstudio-Aufnahmen widmet, die „mit einer schnelleren Bearbeitungszeit“ als traditionelle Studioaufnahmen veröffentlicht wurden. Dabei gehen alle Einnahmen direkt an den Künstler, mit Ausnahme eines Dollars, der an eine Wohltätigkeitsorganisation nach Wahl des Künstlers gespendet wurde, in diesem Fall an Black Lives Matter.

## Titelliste

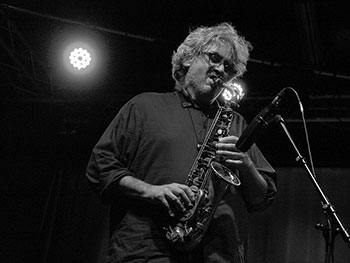
Tim Berne (2014)

- Michael Formanek Quartet: Pre-Apocalyptic (Out of Your Head Records OOYH U003)[3]

1. Pong 	6:30
2. Rising Tensions and Awesome Light 	14:07
3. Soft Reality 	8:43
4. Intro and Real Action 	14:08
5. The Distance 	6:28
6. Small Place 	7:58
7. Twenty Three Neo 	8:14

Alle Kompositionen stammen von Michael Formanek.

## Rezeption
Nate Chinen schrieb in WBGO, Michael Formanek hätte als Bassist und Komponist ein abwechslungsreiches Profil; neben seiner Mitgliedschaft im Trio Thumbscrew der Zusammenarbeit mit der Pianistin Carmen Staaf und dem Schlagzeuger Jeff Williams sei er auch der Leiter eines All-Star-Quartetts. Zu den Höhepunkten des Quartett-Albums gehört nach Ansicht des Autors eine neue Version von „Small Places“, das die Band schnell in ein donnerndes Getümmel abstrahiere. Chinen hebt hervor, „wie viel unruhige Energie“ Taborn in das Gleichgewicht einbringt, was die Unterscheidung zwischen „Solo“ und „Begleitung“ auf die bestmögliche Weise sinnlos mache.

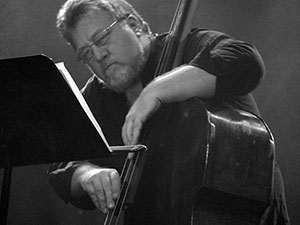
Michael Formanek 2014

Nach Ansicht von J.D. Considine (JazzTimes) ist Pre-Apocalyptic das leidenschaftlichste Album des Quartetts von Michael Formanek. Dessen Ensemble biete eine nahezu perfekte Balance zwischen Combo-Komposition und freier Improvisation. Zum Teil sei dies Formaneks Begabung geschuldet, Stücke zu komponieren, die genug Melodie böten, um die Spieler zu inspirieren, aber nicht so sehr, dass das Schreiben sie einenge. „Pong“, das das Album eröffnet, sei hierfür ein perfektes Beispiel mit einem Thema, das das formale Zusammenspiel von Bass und Altsaxophon skizziere, wobei das Klavier als Vermittler spiele, während das Schlagzeug alle anstößt. Wie auf dem zweiten ECM-Album des Quartetts, Small Places (2012), dargeboten, sei es „ein Wunder der rhythmischen Subtilität des Kammerjazz.“
S. Victor Aaron (Something Else!) schrieb, „In welcher Band auch immer Michael Formanek, Tim Berne, Craig Taborn oder Gerald Cleaver sind, es ist fast sicher eine sehr gute Band. Wenn sie alle in derselben Band sind, ist es mehr als sehr gut, es ist etwas Besonderes.“
Die Redaktion von JazzTimes listete das Album auf Rang 21 der besten Neuveröffentlichungen des Jahres.